# Rejon kupiszecki
Rejon kupiszecki (lit. Kupiškio rajono savivaldybė) – rejon w północno-wschodniej Litwie.